# Alfonsa de la Torre
Pour les articles homonymes, voir Torre et La Torre.
Alfonsa de la Torre, née à Cuéllar, en Castille, en 1915 et morte en 1993 dans la même ville, est une poétesse et dramaturge espagnole, membre de la Génération de 36. 

## Biographie

### Famille et jeunesse
Ildefonsa Teodora de la Torre y Rojas, de son nom complet, naît le 4 avril à Cuéllar dans une famille de la noblesse ségovienne. Son père, Juan José de la Torre y Arocena est un médecin spécialiste en dermatologie. Son oncle, Mariano de la Torre Agero, a été maire de Ségovie. Sa mère, Laura de Rojas y Velázquez, provient d'une lignée aristocrate, qui descend des explorateurs Gabriel de Rojas et Diego Velázquez de Cuéllar, héritant de leur grande fortune.
Sa jeunesse se déroule à La Charca, la propriété familiale à l'architecture moderniste située près de Cuéllar.

### Parcours scolaire et universitaire
Elle fréquente le Colegio de la Divina Pastora, à Cuéllar, où elle forme une troupe de théâtre et apprend le flamenco. Elle passe son baccalauréat, plus tard, à Ségovie, au Colegio de San José, où elle a comme camarade Dionisio Ridruejo et Luis Felipe de Peñalosa.
Après Ségovie, elle continue ses études à Madrid, où elle entre dans un cursus de culture et langue italiennes et se spécialise dans ce champ de recherche.
Lorsque la guerre d'Espagne éclate, en 1936, elle est à Cuéllar. Elle y reste durant les premières années du conflit, jusqu'au jour où elle apprend la sortie du roman Nada, de Carmen Laforet, qui l'incite à rentrer à Madrid pour poursuivre ses études.
Elle décroche un diplôme en linguistique romane à l'Université Complutense de Madrid, où elle rencontre de futures personnalités, comme Carmen Conde, Josefina Romo Arregui et Diana Ramírez de Arellano. Parmi ses professeurs, on retrouve Dámaso Alonso, Pedro Salinas et Joaquín de Entrambasaguas. 
Elle obtient son doctorat en 1944 avec mention spéciale avec une thèse sur l'œuvre de l'écrivaine d'Estrémadure Carolina Coronado.

## Œuvre
Son œuvre est caractérisée par un certain mysticisme mais surtout un grand féminisme, à contre-courant des usages européens sur le sujet, et très en avance sur son époque. Elle n'hésite pas à évoquer tous les thèmes de la réalité féminine, y compris hors des conventions de l'époque, comme le lesbianisme.  
Plusieurs intellectuels contemporains ont loué son œuvre, tels Gerardo Diego et Gregorio Marañón. 
Elle obtient le Prix National de Poésie en 1951 pour son œuvre Oratorio de San Bernardino.
Outre ses activités littéraires, elle est professeure d'université et chercheuse au Conseil Supérieur de Recherches Scientifiques (CSIC) ainsi que d'autres fondations et institutions espagnoles et internationales.

## Postérité
En 2022, l'écrivaine Pepa Merlo l'inclut dans son anthologie, Con un traje de luna. Diálogo de voces femeninas de la primera mitad del siglo XX, aux côtés d'autres grandes personnalités féminines de l'époque, comme Mercedes Pinto, Ángela Figuera Aymerich et Anna Maria Martínez Sagi.